# Хороший человек (фильм, 2023)
«Хороший человек» (англ. A Good Person) — американская драма сценариста и режиссёра Зака Браффа. Главные роли исполнили Флоренс Пью и Морган Фриман. Премьера фильма состоялась 24 марта 2023 года.

## Сюжет
Фильм начинается с вечеринки по случаю помолвки Нейтана и Элисон — 25-летней девушки, увлекающейся музыкой, главной героини. Через несколько дней Элисон вместе с сестрой Нейтана Молли и её мужем едут выбирать свадебное платье; по дороге будущие золовка и деверь хвастаются успехами своей дочери-подростка Райан: она прекрасно играет в футбол и думает, что получит стипендию, оплачивающую поступление в хороший вуз. Элисон отвлекается на проверку пробок на GPS-карте и попадает в аварию, в которой погибают и Молли и её муж, а сама Элисон получает серьёзную травму.
Через год так и не вышедшая за Нейтана Элисон живёт с мамой и борется с зависимостью от Оксиконтина, которым стремится заглушить боль вины и утраты. Доктора уже не дают ей рецепт, и она пытается получить наркотики другими способами, однако это оказывается слишком унизительно. Элисон решает пойти в Анонимные алкоголики, где встречает отца Нейтана, Дэниэла. Дэниэл рассказывает ей, что долгие годы пил и избивал своих детей, а теперь с трудом справляется с внучкой, Райан, которая после потери родителей стала плохо учиться. Элисон проходит через ломку и сближается с Дэниэлом, а затем и с Райан, которая пытается выбраться из-под опеки деда.
Однажды Райан просит Элисон сопроводить её на вечеринку, на которую приглашает и Нейтана. Элисон сильно расстраивается, увидев его с новой подружкой и покупает у кого-то наркотики, пока взрослый бойфренд несовершеннолетней Райан занимается с ней сексом. Дэниэл врывается на вечеринку, забирает Райан и говорит Элисон, что читал полицейские сводки и знает, что она виновата в аварии. После этого Элисон по собственной воле отправляется в наркологический интернат.
Через год Элисон, работающей певице и гардеробщицей в клубе, звонит Нейтан, который сообщает ей о смерти своего отца. На похоронах Элисон обнаруживает письмо Дэниэла, в котором он пишет, что ему недолго осталось, просит помочь Нейтану с Райан и объясняет значение своей татуировки, о которой Элисон спрашивала раньше: amor fati означает «любить свою судьбу».

## В ролях
- Флоренс Пью — Эллисон
- Морган Фриман — Дэниел
- Молли Шеннон — Диана
- Селеста О’Коннор — Райан
- Зои Листер-Джонс — Симона
- Чиназа Уче — Нейтан

## Производство
26 февраля 2021 года стало известно, что Зак Брафф напишет сценарий и выступит режиссёром фильма «Хороший человек», драму с Флоренс Пью и Морганом Фрименом. К марту 2021 года компания Metro-Goldwyn-Mayer (MGM) вела переговоры о приобретении прав на фильм. В сентябре 2021 года было подтверждено, что MGM будет продюсировать и распространять фильм, к актёрскому составу присоединилась Молли Шеннон, а Брафф и Пью стали продюсерами.
В июле 2021 года на вопрос, вернется ли он к режиссуре полнометражных фильмов, Брафф ответил: «Я бы хотел сделать больше. Я просто, к лучшему или к худшему, иду туда, куда меня несёт ветер… А потом случилась пандемия, и я написал этот сценарий. А потом все сложилось вместе с Флоренс [Пью] и Морганом Фрименом». Съёмки начались в октябре 2021 года, к актёрскому составу присоединились Селеста О’Коннор, Зои Листер-Джонс, и Чиназа Уче. В ноябре 2021 года съёмки проходили в средней школе Колумбия в округе Эссекс, Нью-Джерси.
Премьера фильма состоялась 24 марта 2023 года.

## Отзывы
Фильм получил неоднозначные отзывы кинокритиков.